# Oisseau-le-Petit
Oisseau-le-Petit település Franciaországban, Sarthe megyében. Lakosainak száma 671 fő (2022. január 1.). Oisseau-le-Petit Bérus, Béthon, Chérisay, Fyé és Gesnes-le-Gandelin községekkel határos.

## Népesség
A település népességének változása:
| Lakosok száma | 695  | 663  | 678  | 662  | 664  | 667  | 669  | 666  | 671  |
|               | 2013 | 2015 | 2016 | 2017 | 2018 | 2019 | 2020 | 2021 | 2022 |